# Гонді (родина)
Го́нді (італ. Gondi) — знамениті флорентійські банкіри, кредитори роду Медічі, які в XVI столітті перебралися до Франції, де голова роду за сприяння Катерини Медічі придбав титул герцога Реца. Протягом століть четверо Гонді поспіль займали кафедру єпископа Паризького з кардинальским званням.

## Історія
Як і родини Строцці та Гвальфредуччі, флорентійські патриції Гонді вважали, що походять від легендарного Філіппі, приведеного в стан лицарів самим Карлом Великим. Засновник роду Гонді в 1251 засідав у Флорентійському сенаті і поставив свій підпис на договорі з Генуєю. Його нащадки носили титул великого пріора республіки. Джуліано да Сангалло побудував для них на пьяцца Сан-Фіренце палаццо Гонда, а в церкві Санта-Марія-Новелла у них була фамільна капела. З роду Гонда походить бабуся Козімо Медичі.
У 1505 році один з представників роду Гонді, на ім'я Альберті, переселився до Ліону, де відкрив власний банк. Його син, Альбер де Гонді (1522–1602), — впливовий радник уродженки Флоренції, Катерини Медичі, й один з натхненників Варфоломіївської ночі. За свою старанність у боротьбі з гугенотами став маршалом Франції. Носив титули спочатку маркіза Бель-Іля, потім — герцога Реца.
Його дружина, Клод-Катрін де Клермон-Тоннер, принесла дому Гонді область Рец на кордоні Бретані та Пуату. Як особливо довірена особа Катерини Медічі вона виховувала її дітей. У зрілому віці мала літературний салон в Парижі, стояла біля витоків Академії поезії.
Старший з синів цієї пари, Шарль, загинув ще за життя батька при спробі взяти Мон-Сен-Мішель. Від шлюбу з Антуанеттою Орлеанською (дочкою герцога Лонгвіля і кузини Генріха IV) у нього був син Анрі, який успадкував від діда титул герцога Реца і узяв в дружини герцогиню Бопре. Їх рід згас на дочці (за герцогом Коссе-Бріссаком) та онуці (за герцогом Ледіг'єр).
Брат Альбера де Гонді та його два сини зробили блискучу кар'єру в католицькій церкві, дослужившись до кардинальського звання. Всі троє займали паризьку кафедру, а молодший з них, перший в історії архієпископ Паризький, передав її племінникові Жану Франсуа де Гонді, знаменитому мемуаристові та учаснику Фронди. Батько останнього, граф Жуан, також був ревними католиком; в 1613-17 роках у нього в будинку жив Вінсент де Поль.
Після смерті останніх Гонді за правління Людовика XIV їхні великі земельні володіння були викуплені короною. На місці маєтку Сен-Клу (де в гостях у маршала Гонді був заколотий останній король династії Валуа) виникла резиденція Орлеанського дому, а на місці мисливських угідь Гонді король заклав Версальський палац. Їхній столичний особняк був перейменований новими власниками з отелю Гонді в отель Конде.

## Герби Гонді
| Герб | Представник роду Гонді |
|      | Альбер де Гонді (1522–1602), сеньйор Перону, граф, згодом маркіз Бель-Іль (1573), герцог Рец, маршал Франції.                   |
|      | Філіпп Еманюель де Гонді (1581–1626), син Альбера, граф Жуані, маркізь Бель-Іль, барон Монмірай, генерал Франції.               |
|      | Анрі де Гонді (1590–1659), син Шарля де Гонді і внук Альбера де Гонді, граф Рец, Маркіз Бель-Іль, генерал Франції, пер Франції. |

## Джерело
- Книга родоводу Гонді отця Ансельма [Архівовано 7 жовтня 2017 у Wayback Machine.]